# Haroldo II de Inglaterra
Harold Godwinson, o Haroldo II (en inglés antiguo: Hereweald Godƿinson; Wessex, aprox. 1022-Hastings, 14 de octubre de 1066), fue el último rey de la Inglaterra anglosajona desde el 6 de enero hasta el 14 de octubre de 1066. Fue elegido para suceder a su cuñado Eduardo el Confesor por el Witenagemot (asamblea de hombres sabios) el 5 de enero de 1066, pero se enfrentó a dos rivales: el rey noruego Harald Hardrada y el duque normando Guillermo el Conquistador. Derrotó al primero en Stamford Bridge el 25 de septiembre, pero fue vencido y muerto por el segundo en Hastings el 14 de octubre. Guillermo lo sucedió: este fue el principio del período anglonormando en la historia de Inglaterra.

## Biografía

### Origen familiar
Haroldo fue el hijo de Godwin, el poderoso conde de Wessex, y su esposa Gytha Thorkelsdóttir, cuyo supuesto hermano Ulf Jarl fue el yerno de Svend I y el padre de Svend II de Dinamarca.
Godwin y Gytha tuvieron varios hijos, especialmente sus hijos Svend, Haroldo, Tostig, Gyrth y Leofwine y una hija, Edith de Wessex (1029-1075), que se convirtió en reina consorte de Eduardo el Confesor.

## Conde de Wessex
En 1051, Godwin cayó en desgracia ante el rey Eduardo el Confesor, y tuvo que exiliarse junto con su familia, pero se le permitió volver y recuperar sus posesiones un año después. En 1053 Godwin murió y Haroldo le sucedió como conde de Wessex. Al unir este territorio a sus dominios en Anglia Oriental, Haroldo se erigió como el señor de todo el sureste de Inglaterra, controlando directamente un tercio del reino y siendo la figura más poderosa del país tras el propio monarca. Asimismo, Haroldo fue elevado al cargo de primer ministro del rey. En 1058 amplió aún más sus tierras con la incorporación del condado de Hereford. Se valió entonces de su creciente poder para oponerse a la influencia de los nobles normandos sobre el rey.
Entre 1062 y 1063 dirigió al ejército anglosajón en una exhaustiva campaña contra el último reino celta independiente de Gales, Gwynedd. En la última contienda mató al rey de Gwynedd, Gruffydd ap Llywelyn, e incorporó su reino a Inglaterra. En marzo de 1064 se casó en York con la viuda de Gruffydd, Edith de Mercia, naciendo de este matrimonio dos hijos gemelos póstumos:
- Ulf (n. Chester, XII.1066-m. en el exilio, ca. 1098)

- Haroldo (n. Chester, XII.1066-m. en el exilio, Normandía, ca. 1087)

Pero Haroldo ya estaba casado entonces con la bellísima Edith Swan-Neck (Edith Cuello de Cisne). Este matrimonio no fue aprobado por la Iglesia, pero pudo llevarse a cabo porque la ley danesa, imperante en el este de Inglaterra desde la conquista vikinga del siglo IX, permitía la poligamia. De este enlace nacieron cinco hijos:
- Godwin (n. 1047-m. 1072?).

- Edmundo (n. 1049-m. 1069?).

- Magnus (n. 1051-m. 1068?).

- Gytha (n. 1053-m. monja en Palestina, 10-3-1098), casada con Vladímir II Monómaco, gran príncipe de Kiev (n. 1053 - m. 1125).

- Gunhilda (n. 1055-m. 1097), monja.

Ese mismo año Haroldo se enfrentó a su hermano Tostig en Northumbria, que se había rebelado contra Eduardo, derrotándolo y obligándolo a exiliarse. Pacificó así el reino, pero jamás se reconciliaría con su hermano a pesar de que poco después le restituyó sus tierras. Al volver por mar a sus dominios del sur de Inglaterra, sufrió un naufragio cerca de Ponthieu y arribó de forma accidental a las costas de Normandía, donde fue hecho preso por el duque Guillermo, conocido entonces como Guillermo el Bastardo. Guillermo, como primo del rey Eduardo, aspiraba a sucederle, ya que el viejo monarca no tenía hijos. Consciente de que Haroldo era su principal rival en su futura sucesión al trono, Guillermo se negó a liberarle hasta que Haroldo jurara apoyarle en su pretensión a la Corona de Inglaterra. Eduardo había sido ambiguo en su sucesión; aunque le había prometido el trono a su primo, poco antes de morir comenzó a recomendar fuertemente la elección de su cuñado Haroldo como su sucesor. Con el fin de forzar su apoyo, Guillermo hizo firmar a Haroldo sobre reliquias sagradas, cosa que no le reveló hasta después de que terminase de hacerlo. En el futuro, si Haroldo accedía finalmente al trono de Inglaterra, Guillermo podía invocar ese juramento forzado y declararle la guerra por haber faltado a su palabra y honor.

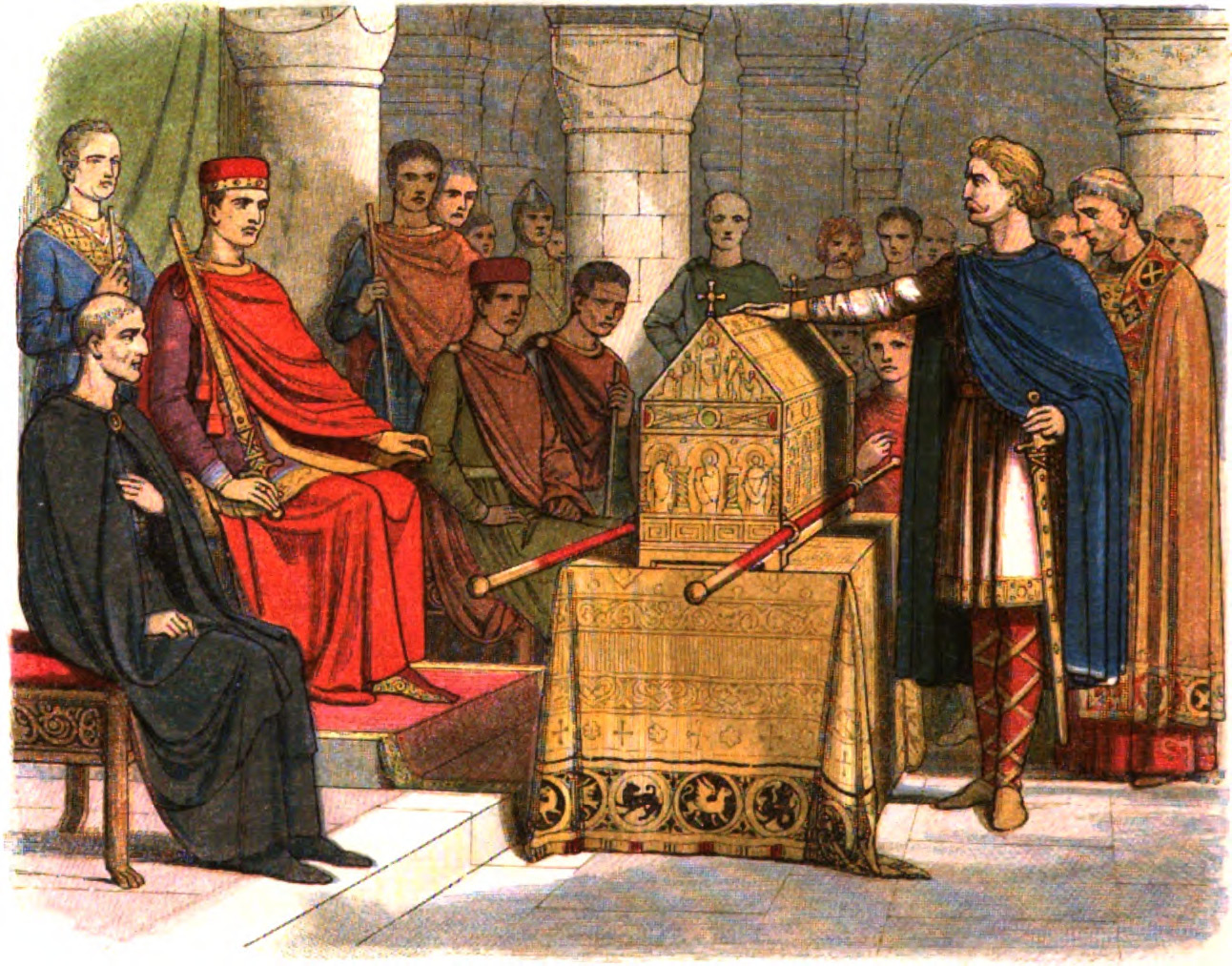
Haroldo jura fidelidad al duque Guillermo. James William Edmund Doyle (1864).

De vuelta a Inglaterra en 1065, Haroldo se enfrentó nuevamente con Tostig. Molesto profundamente con su hermano, decidió apoyar una revuelta en Northumbria que derrocó a Tostig y le sustituyó por el noble Morcar. Tras esta acción se ganó el apoyo de muchos nobles sajones en su candidatura como heredero, pero la relación con su hermano se rompió definitivamente. A partir de entonces, Tostig comenzó a buscar el apoyo de Harald III Haardrade de Dinamarca y Noruega, que también aspiraba al trono inglés, con el fin de que se enfrentase a su propio hermano.

## Rey de Inglaterra

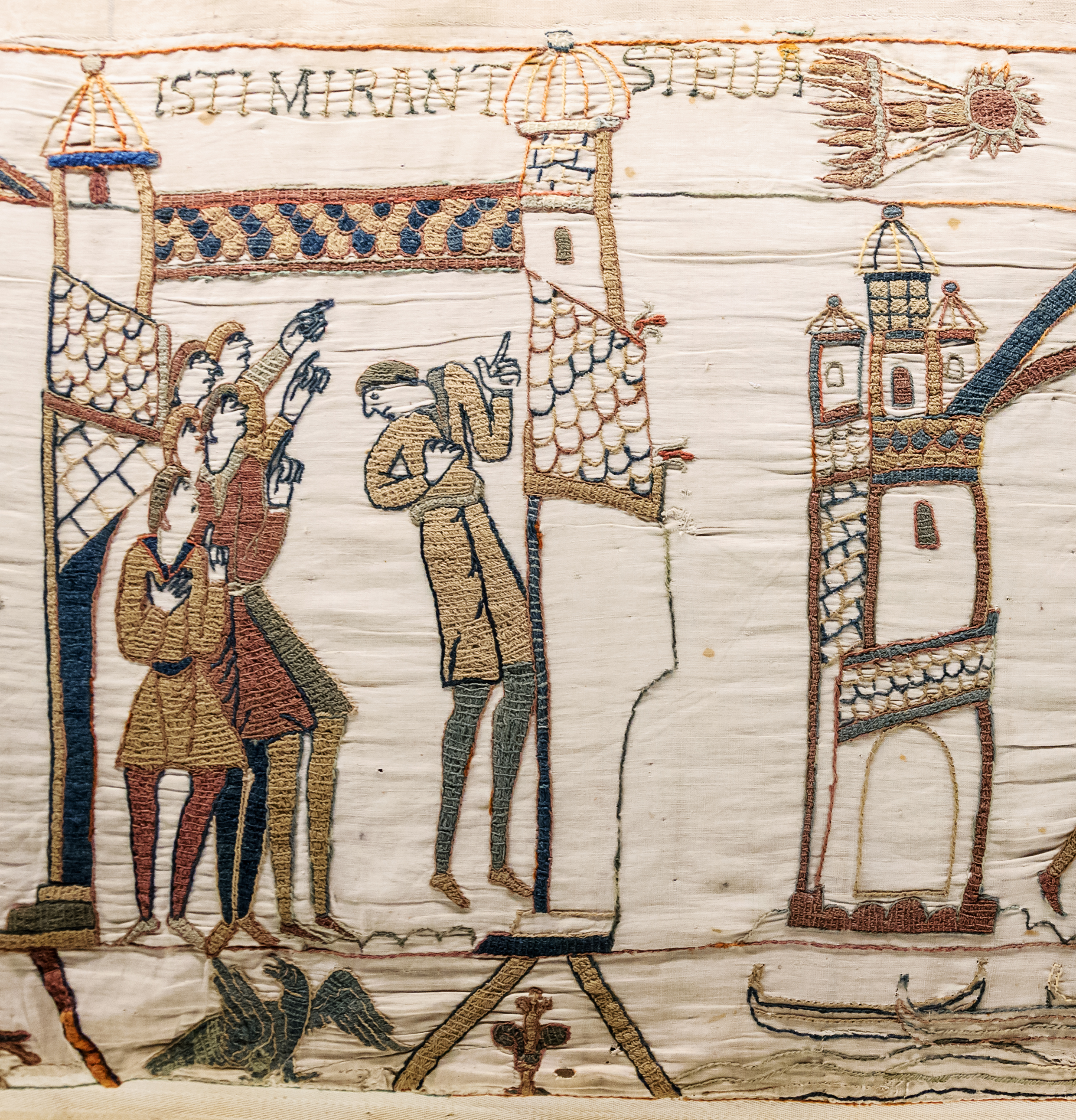
El paso del cometa Halley sobre Inglaterra en 1066, representado en el tapiz de Bayeux, se interpretó como un mal augurio para el reinado de Haroldo II.

Eduardo el Confesor murió el 5 de enero de 1066. En el mismo lecho de muerte, el Witenagemot, la asamblea de notables que ayudaba al rey en el gobierno, reconoció a Haroldo como el nuevo rey de Inglaterra, reinando como Haroldo II. Pocos días después de su coronación, el cometa Halley fue visible en toda Inglaterra, lo que se consideró un mal augurio para el nuevo reinado que se iniciaba.
Los rivales de Haroldo no se quedaron faltos de respuesta ante su coronación. Con el fin de reconciliarse en el último momento con su hermano, Haroldo ofreció a Tostig un tercio de Inglaterra. Tostig le preguntó entonces cuánto le daría al rey de Noruega, a lo que Haroldo le respondió diciendo: Seis pies de terreno son muchos más de los que él necesita, a pesar de que él es más alto que la mayoría de los hombres. Tostig rechazó la oferta y decidió apoyar la invasión noruega que se avecinaba, comandada por el propio rey Harald III y su hijo Olaf. Sin embargo, en la batalla de Stamford Bridge, cerca de York, librada el 25 de septiembre de 1066, los huscarles de Haroldo consiguieron destruir la mayor parte de las fuerzas invasoras, matando a 4500 noruegos, entre los que se encontraban Tostig y Harald III Haardrade. El hijo de este, Olaf, fue hecho prisionero y Haroldo sólo le permitió volver a su patria tras firmar una declaración en la que prometía no invadir Inglaterra jamás.
Quedaba ocuparse de Guillermo. El duque de Normandía había hecho una campaña masiva en contra de Haroldo, al que definió como un hombre sin honor por haber faltado a su juramento. Esgrimiendo este la promesa que Eduardo le hiciera en 1052, Guillermo formó un ejército de 7000 hombres y una flota invasora de 600 naves que arribaron al sur de Inglaterra el 28 de septiembre, apenas tres días después de la batalla sobre el puente de Stamford. Con el fin de bloquear la marcha de Guillermo hacia Londres, Haroldo descendió con su ejército a toda prisa hasta salirle al paso en las cercanías de Hastings (14 de octubre de 1066). Durante los momentos iniciales de la batalla, Haroldo llevó las de ganar, pero perdió el control sobre sus tropas y no pudo dominar el contraataque normando. Murió luchando junto a sus hombres en plena batalla. El Tapiz de Bayeux, tejido para conmemorar la victoria normanda, refleja a Haroldo muriendo tras sufrir el impacto de una flecha en un ojo. No se puede asegurar que tal hecho ocurriera realmente, y probablemente sea un añadido para reflejar el perjurio de Haroldo. Durante la Edad Media, la muerte por el impacto de una flecha en la cabeza estaba asociada popularmente a la falta de la palabra.

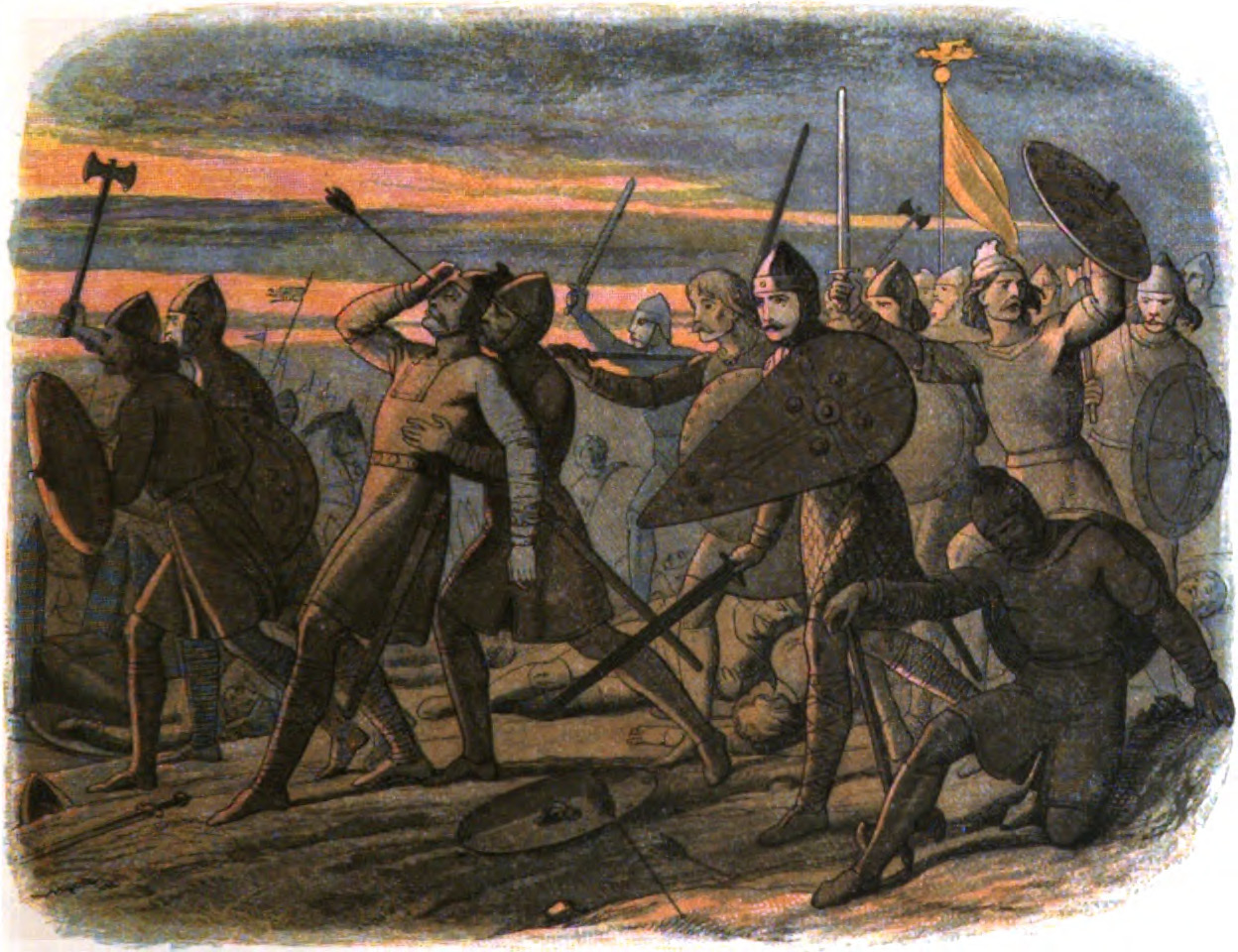
La muerte de Haroldo. James William Edmund Doyle (1864).

Fuese una flecha o una espada la causante de su muerte, lo cierto es que su cabeza quedó destrozada tras la batalla, pero su cadáver pudo ser reconocido por una mancha de nacimiento. Fue enterrado en la abadía de Waltham, en Essex, con honores reales. El sepulcro se ha perdido hoy en día y nadie sabe dónde reposan actualmente sus restos.

## El legado de Haroldo
Se sabe que los dos hijos gemelos de Haroldo llegaron a adultos, y que marcharon al exilio tras la coronación de Guillermo el Conquistador como nuevo rey de Inglaterra, pero después de eso nadie sabe con exactitud cuáles fueron sus suertes. El destino de Gytha de Wessex, nacida de Edith Cuello de Cisne, se conoce mejor. Casó con Vladímir II Monómaco, gran príncipe de Kiev, y sus descendientes gobernaron amplias zonas de Polonia y Rusia. La Iglesia ortodoxa rusa, incluso, reconoció a Haroldo como mártir y festeja su día el 14 de octubre, fecha de la batalla de Hastings.
Haroldo se convirtió también en un héroe legendario entre los campesinos y nobles anglosajones. Una leyenda del siglo XII con diversas versiones afirma que Haroldo sobrevivió a la batalla, pasó dos años en Winchester recuperándose de sus heridas y se exilió a la antigua patria sajona en Alemania. Allí vivió como un ermitaño bajo el nombre de Christian hasta llegar a la vejez, momento en el que regresó a Inglaterra y se instaló en una caverna de Dover. Allí habría confesado su verdadera identidad en el momento de recibir la extremaunción.
En el siglo XIX comenzó a recuperarse el interés popular por la figura de Haroldo con la publicación de la novela El último de los Reyes Sajones (1848) y la pieza poética Harold (1876). Rudyard Kipling se basó en la leyenda del ermitaño para crear una obra literaria corta en 1910, El árbol de la justicia, en la que un anciano dice ser el rey Haroldo durante el reinado de Enrique I de Inglaterra. En esa época, varios historiadores intentaron recuperar el prestigio de Haroldo tratándolo como un héroe nacional.